# 船山春子
船山 春子（ふなやま はるこ、1910年〈明治43年〉6月25日 - 1981年〈昭和56年〉8月5日）は、日本の編集者、小説家。夫は作家の船山馨。旧姓は坂本 春子（さかもと はるこ）、筆名は佐々木 翠（ささき みどり）。
船山馨の妻かつ秘書として、苦楽を共にして生活し続けた。馨が執筆の苦悩から覚醒剤であるヒロポン（メタンフェタミン）に手を出せば、春子もまたヒロポンを用いて、馨と苦労を分かち合った。馨がヒロポンを断ってから『石狩平野』で成功するまでの低迷期は、金策や出版社との交渉など、汚れ役を一手に引き受け、夫を支え続けた。晩年の馨の糖尿病悪化後は献身的に看護し、馨の死去と同日に死去したことも話題を呼んだ。熊本県玉名郡江田町（後の和水町）出身、熊本県立玉名高等女学校（後の熊本県立玉名高等学校）中退。

## 経歴
1910年（明治43年）、熊本県玉名郡江田町の商家に誕生した。次女であり、姉の他に兄と弟が1人ずついた。裕福な家の生まれであったが、春子が8歳のときに父が死去し、家は人手に渡った。母は飲食店を営んだが、商売は成功せず、後に中風に倒れた。これにより春子は、空の米櫃にすがって泣く日があり、田のある家に稲穂拾いに行くほど、極貧の少女時代を送った。
1923年（大正12年）、熊本県立玉名高等女学校に入学した。下駄を履き減らすのが惜しいといって、約4里の通学路をほとんど裸足で通学した。その傍ら、豆腐を作って売り、学費を工面した。しかし、その金を兄が遊びに使い込んだため、学費が払えず、失意の内に2年で中退を強いられた。
地元での学業を諦め、台湾に勤める親戚を頼って台湾に渡った。看護師の養成学校に通い、病院の見習い看護師として勤めつつ、生計のために正看護師の資格を得た。病院の院長秘書を務め、教員養成学校にも通い、教員の資格も得た。これらはほぼ独学で、当時は1日の睡眠時間は3時間だった。この台湾滞在中に、母とも死別した。

### 上京
熊本へ帰郷後、文学を志望して上京の夢を抱いたことから、上京の手段として、1930年（昭和5年）、東京の医大志望の男性と結婚した。上京後、夫が医大へ通い、春子が働く生活が続いた。しかし夫は留年し、卒業が先送りとなった。それを知った春子は、留年は自分の責任として、その始末として熊本へ帰郷し、離婚を申し出た。東京での自由な生活を求めたとの説もあるが、詳細な事情は春子は誰にも語っていない。
離婚後に改めて上京し、神田猿楽町に家を借りた。巌松堂の女性誌『むらさき』などの編集者を経て、1935年（昭和10年）頃、新宿区の出版社である豊国社の編集者となった。当時より春子は本名ではなく、筆名「佐々木 翠」を名乗った。同1935年に、春子の姉が夫と死別したことから、春子は3人の子供と共に姉を東京で同居させた。姉の仕事もあり、家は経済的にも安定した。
春子は編集の仕事を続けつつ、小説家の夢も抱いていた。当時の春子の雇用者である豊国社の経営者・高田俊郎（高田文夫の父方の親戚）がこれを支持し、高田の援助により1939年（昭和14年）7月、『創作』（6号より『新創作』に改題）が発行された。文芸雑誌の体裁をとっているものの、実際には小規模の同人誌であった。春子はこの創刊号で、「佐々木 翠」の筆名で小説『生活の錘』を発表した。『創作』は3号（1939年10月）より豊国社に受け継がれ、春子が編集兼発行人となった。

### 馨との出逢い

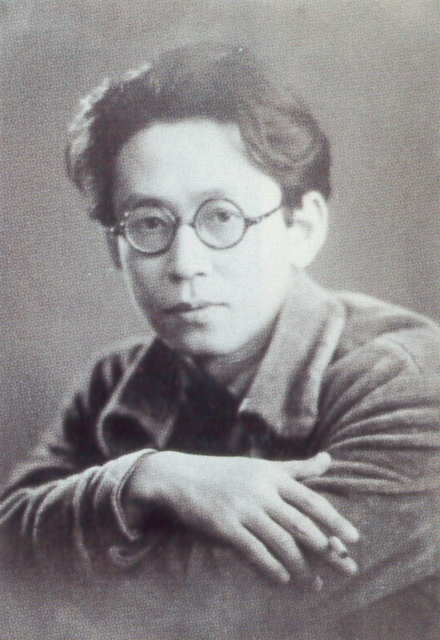
船山馨（1944年）

『創作』3号より、後に夫となる船山馨も同人となり、春子と共に新進作家として注目を集めた。当時の春子は、馨に自分の小説を酷評（後述）されたために最初こそ反感を抱いたが、やがて彼が過去の春子自身と同様に極貧生活を強いられていることに興味をそそられた。春子は馨に文人としての尊敬の念を抱き、その想いは次第に愛情へと変わっていった。
当時の馨の代表作に、芥川賞候補作となった『北国物語』があるが、この執筆を誰よりも積極的に支持したのは春子だったとの声もある。同作に対して春子は、「かくも美しく、かくも温かく、さうしてかくも酷しい人の世の歌が、かつて何時の日、我々の心を叩いたことがあったであらう」と、恋文にも読める賛辞を贈っている。
やがて春子は執筆よりも編集に仕事の比重を移し、1941年（昭和16年）、作品『亂れ』を最後に断筆した。この理由については、文芸評論家の川西政明は、「（春子が）自分と似た境遇にあり、同じ文学的気質をもち、そのうえ自分より遥かに秀でて抒情的な資質を船山馨のなかに見た」と分析しており、他に馨や寒川光太郎、椎名麟三といった、後に作家として大成する文学仲間と知り合ったことで、自分は編集者であるべきと自覚した、春子の方が馨よりも4歳年上の分、経験や知識が豊富だが、春子は馨の文筆力を認め、自分の経験や知識を馨の小説に活かすことを希望した、などの説がある。

### 馨との結婚
日本が戦争へと向かうにつれ、人々は命がいつまでもつかわからない時代となった。春子は、女であるからには子供を残して死にたいと考え、先述の通り馨の文学に強く魅了されていたことから、馨の子供を産むことを望んだ。
やがて春子は、馨との間の子を孕んだ。私生児であり家庭というものを拒絶していた馨は、春子に産んでほしくないと伝えた。春子は結婚を迫る気は無いものの、産む意志に変わりは無く、女1人でも子供を育てる決意であった。父と死別し、母が病気に倒れた後の極貧生活を生き抜いた春子は、苦境を乗り越える自信を持っていたのである。
1944年（昭和19年）5月より、馨は長編小説『半獣神』の執筆を始めるが、序章を書き終えた翌6月には、執筆中の覚書の中で、「この頃佐々木との関係のために私の精神は破滅にひんし、しきりに自殺を想う」と、春子（佐々木翠）との関係における苦悩を吐露している。
馨は、親交のあった椎名麟三から堕胎薬を調達し、春子に飲ませたが、それは偽薬であり、春子は男児の眞之を出産した。春子はその子を抱いて東京の船山家に挨拶に訪れ、出産の報告だけで去るつもりであったが、馨の母に「馨を父無し子にしてしまった。同じ過ちを繰り返させないでほしい」と懇願され、引き留められた。1944年（昭和19年）8月18日、春子はささやかに船山家に嫁入りした。
こうして春子の、馨の妻として、秘書としての生活が始まった。結婚後は春子は「佐々木 翠」の筆名を捨て、生涯その著作が発表されることは無かった。『新創作』も、同年4月に通巻38号をもって終刊した。

### 戦時中〜終戦
やがて時代は、太平洋戦争末期へ突入した。1945年（昭和20年）4月には、船山家は戦火を避け、馨の祖父の郷里である新潟県に疎開した。春子は食料の調達のために農作業に繰り出し、田ではヒルに襲われることも構わずに奮闘した。農作物が収穫できないときは、スズメを捕えて焼いて食卓に載せた。
終戦を迎え、船山家は疎開先から帰京し、馨は安定した執筆生活を始めた。馨や春子、椎名麟三らによる孔版印刷屋「創美社」の創設（民間情報教育局からの圧力などにより1946年に廃業）、春子が編集兼発行人となっての同人雑誌『次元』創刊など、馨の戦後文学者としての地位は確かなものとなっていた。
当時の平均月給は銀行員が6140円、デパート社員が4300円強の時代、馨は新聞社や雑誌社から原稿料と印税収入を合せ、毎月1万円から3万円近くの収入を得ていた。馨は多忙な執筆を乗り切るために、この頃よりヒロポン（メタンフェタミン）を使用していた。
1946年（昭和21年）12月、春子は長女を出産したが、翌1947年（昭和22年）、その長女は新生児メレナにより、1歳にも満たずに早世した。その喪失感からか、春子もまた、馨に隠れてヒロポンを使用した。翌1948年（昭和23年）2月、次男の滋生が誕生した。

### 馨の急遽の連載開始
同1948年6月、朝日新聞紙上で『グッド・バイ』を連載予定であった太宰治が、未完原稿を遺して急逝した（太宰治#死も参照）。太宰の後に連載予定であった馨が繰り上げにより急遽、連載開始が決定した。予定では、馨の執筆は7か月も先であり、準備も不十分な状態であったため、馨は一度は断ったものの、新聞社側に押し切られる形で承諾した。馨は1946年（昭和21年）、朝日新聞紙上で『人間復活』の連載を始め、同時に他紙の連載もこなす、多忙極まりない生活を送った。
やがて馨は不眠不休の執筆を続ける内に、ヒロポンを常用するようになった。一方で春子は、食事とトイレ以外は机から離れない馨に代り、日中は出版社との交渉を引き受け、夜は馨の執筆を見守り、原稿用紙や飲み物の注文に即座に応えられる生活を続けた。後に「私がひとりになれる時間がトイレの中だけ」と吐露するほどだった。馨に付合う形で、春子もまたヒロポンを常用し始めた。
ヒロポンの成分は錠剤から注射へと、より濃厚なものとなり、量も次第に増加した。春子は長女の死の直後から日記を兼ねた家計簿を記していたが、この中に「ヒロポン」という直接的な記述は無いものの、「2月19日 注射器17円」「20日 注射薬26円50銭」「3月24日 注射薬・針400円」「28日 170円」「4月12日 74円」「29日 200円」といった記述が見られる。
1949年（昭和24年）3月、ヒロポンは厚生省により劇薬に指定され、同年10月には製薬会社へ製造中止の勧告が出された。ヒロポン入手が困難になり、入手には密造品を要する分、価格は法外にまで値上がりした。しかし船山家にとってヒロポンはすでに必需品となっており、船山家の支出は、「医薬品」名義が千円単位にはね上がった。標準価格米10キログラムが405円の時代において、この年の船山家の「医療費」名義の支出は2月が1578円、5月には4175円にまで達した。10月は眞之が患った病気の治療費も含まれるものの、10万2600円にまで達していた。

### ヒロポン中毒
1950年（昭和25年）1月、前年12月より兆候のあったヒロポン中毒の幻覚が、夫妻を襲った。数晩の徹夜を乗り越えた馨が自分の手を見ると、針の先端ほどの黄色い斑点が無数にわき上がり、あたかも毛穴から無数のウジが這い出るようであった。馨が驚いて春子を呼ぶと、春子の目にも同じ光景が映っていた。馨は春子の中毒を知らず、春子の目にもそれが見える以上、自分の目の異常ではないと考えた。
この1月から5月にかけ、幻覚や幻聴が続いた。夫妻の視界の中では壁、襖、障子、そして原稿用紙と、至る場所に梵字の行列が出現した。壁から物が飛び出し、屋根の上を人や小動物が走り、あちこちから人の囁き合う声が聞こえた。
春子は高所恐怖症のはずが、無暗に屋根に登ることもあった。馨が「人が殺しにやって来る」といえば、春子は金槌を持って家の周囲を見回った。馨が「天井裏をムジナが駆け回っている」と言い出せば、春子は金槌やペンチなどを腰に巻きつけ、物差しを刀のように脇に差して屋根に駆け上がり、ムジナの気配を察しては、物差しを刀のように振り回した。このムジナ騒動は毎日続いた。また春子は、どこからかガラス切りを入手すると、何かを切ってみたいという衝動にかられ、ついには大きな姿見の鏡を真っ二つに切った。春子は後に、「切ったのが人間でなくて良かった」と述懐している。
さらに春子は、畳から黄色いウジが這い出すと言って、床や畳を苛性ソーダで磨き、さらに畳を上げて殺虫剤のDDTを撒いた。それでも退治できないとわかると、ウジ退治のつもりで1日中、畳の目の1つ1つに針を突き刺し続けた。子供たちの髪もウジが湧いているといい、苛性ソーダの溶液に子供たちの頭を漬けた。子供たちは溶液の痛みと親たちの奇行に泣いたが、春子たちはそれにも構わずにDDTを散布した。体からわき出すウジを殺すためといい、風呂に1キログラムもの苛性ソーダを入れ、炎症を起こした皮膚には水銀軟膏を塗った。
柱や壁の隙間から粘液が滲み出てくる、それを洗い流すといって、バケツで水をかけたり、夫妻2人がかりで壁を削ったり、粘土を詰めることもあった。家は玄関も廊下も水浸しになり、畳は腐り、踏むと水が滲み出た。
長男の眞之は、物心つく前から馨と春子の奇行を目にしており、後に両親と親交を持つ小説家の渡辺淳一に後年、以下の通り語っている。
魔物の襲撃を避けるためといって、夫妻は蚊帳の中に閉じこもり、さらに蚊帳を新聞紙やブリキで襲った。訪ねてくる編集者たちに魔物の恐怖を語ったが、彼らには夫妻こそが魔物同然に見えた。夫妻が魔物から襲撃を受けたという腕を見せても、そこには無数の注射跡があるだけであった。
ヒロポン中毒は確実に馨の集中力を奪い、仕事量は激減した。原稿料の減少とヒロポン入手の費用により、家計は圧迫された。馨と春子はヒロポンにより空腹を感じなかったが、子供たちはそうはいかなかった。親交のあった林芙美子が援助し、かろうじて生活することができていた。やがて生活費にも事欠き、春子はようやく買い揃えた家財を売り払った。さらに家を担保に入れ、高利貸し、質屋、知人友人と、借金を重ねた。質屋は別名を「一六銀行」と呼ぶことから、子供たちが街で質屋を見かけると「お母さんの銀行」と呼ぶほどだった。
親交のあった作家仲間がヒロポン使用を諌めたり、親戚が入院を勧めることもあった。しかし夫妻ともに正常心を失い、編集者の訪問も無くなった船山家では、夫妻を説得する者も、入院などの手配を可能な者も皆無であった。
1951年（昭和26年）、馨はついに、自らヒロポンを断つ決心をした。馨の自著によれば、同年2月の日本文藝家協会の理事会で、日頃から敬愛していた高見順に馨が大声で悪態を浴びせるという失態を犯したことの反省とあるが、春子の姪（引き取っていた姉の娘）によれば、馨が春子の奇行を目にしたことが理由という。
春子もまた、馨と共にヒロポンをやめる決意をした。この年の眞之の小学校入学もまた、ヒロポンを断つ一因となった。後述するように春子の遺作『空白の日記』はノンフィクションともいえる作品であり、当時の春子の心情が以下のように述べられている（『稲子』は春子、「賢吾」は眞之のこと）。
もっともやめるといった後も、春子はしばらくは、馨に隠れてヒロポンを打っていた。家計の圧迫には逆らえず、この年の4月1日、春子はヒロポンをやめるに至ったが、恩人である林芙美子が同1951年6月に急逝した際は、夫妻とも泣きながらヒロポンを打った。幸いにもこの2日後の6月30日、覚醒剤取締法が施行され、ヒロポンの製造販売は禁止された。
同1951年12月、春子は三男を産んだが、わずか1か月後の翌1952年（昭和27年）1月19日に死去した。春子は、長女の死によって深みにはまったヒロポンで、新たな命をも無にしてしまったことを悔いた。

### 中毒からの回復〜馨の低迷期
1955年（昭和30年）には、馨は完全にヒロポン中毒から回復していたが、元ヒロポン中毒の作家という汚名を拭い去ることは困難であった。そしてヒロポンを求めるために作った借金が未だ、船山家に大きくのしかかっていた。
春子は出版社へ、時には支払の取り立てに、時には前借りに走った。大卒の初任給が平均3万円であった当時、毎月の借金の利息の返済額は、3万5千円に昇っていた。当時は電話を担保にして多額の金を貸す店もあり、春子はそこの得意客であった。春子は、馨を小説の執筆に専念させ、いざとなれば自分が屋台を引いてでも子供たちを養う覚悟であった。
借金取りが船山家に来れば、春子に言い含められた子供たちがよく「お母さんはいません」と言って追い返した。それを知った馨は、子供を出しに使ったことで春子を責めた。馨が春子に貯金通帳を見せるよう言うと、春子は金額の桁を書き足した通帳を見せた。こうしたことで、馨は家計の逼迫を知らずに過ごしていた。
それどころか馨は、むしろ仕事のためなら次々に資料を買い漁り、また作家仲間が遊びに来れば、見栄を張ってご馳走を春子に催促した。そのため、春子は眞之と共に本を担ぎ歩き、金策に奔走した。船山家と親交のあった木原直彦も、春子は馨の低迷期を支えるため、蔵書を古本屋に売りに行ったり、出版社に夫の原稿を売り込みに奔走したりしたと語っている。また、家族ぐるみの付き合いがあった札幌市の詩人である津田遙子は、馨がこの低迷期に数多く執筆した少年少女小説について、春子から「実は自分の代作だった」と打ち明けられたという。
翌1956年（昭和31年）には、馨の仕事がさらに激減した。ある程度の収入はあったが、家計に追われ、春子は借金を返済したくても返済できるような状況ではなかった。借金の取り立ては無視か居留守でやり過ごす他なかった。運悪く、春子自身が借金取りに応対してしまったときは、相手に顔を知られていなければ、春子は「奥さんは留守なのよ。奥さん、いますか?」と芝居を打った。当時の春子の服装は大抵、ボロボロの割烹着で、事情を知らない人には使用人にしか見えなかったのである。
この頃の船山家は、ネズミとネコとゴキブリが同居するような粗末な家であった。雨が降ると洗面器とタライで雨漏りを受け、やがてプラスチック製の容器に入ったイチゴが出回ると、雨漏り受けはその容器に替わった。東京芸術大学に通っていた眞之は、絵の具を買うために売血していた。
馨は美食家でもあり、三度の食事に多くの皿が載らなければ不機嫌であった。それでいて1963年（昭和38年）頃には馨の糖尿病が進行していたため、春子は食事にはかなりの気を遣った。ヒロポン中毒時には食事など無頓着であったが、完全に中毒から脱した当時彼は、仕事量が減ったこともあり、18時には必ず食卓についた。そのため春子は毎日、日々の食事の時間と献立が頭から離れずにいた。その分、洗濯や掃除は後回しになった。幸いにも眞之の恋人（後の妻）が毎週のように船山家を訪れており、いつしか食事以外の家事担当となった。
同1963年、春子は穿孔性胃潰瘍と腹膜炎の併発で倒れた。救急車での搬送中に意識を失うほどの重症であった。借金の返済などで1日たりとも気の緩む日々が無かったが、それを馨には一切知らせず、その苦労を1人で背負っていたのである。
また春子は1960年から1964年（昭和39年）にかけ、高校全入運動にも取り組んでおり、当時の教育雑誌や社会雑誌への投稿も行なっていた。春子はこの運動のことを原稿用紙700枚以上の小説にまとめ、同1964年の朝日新聞の主催による1千万円懸賞小説に応募した。「当選したら皆で世界一周旅行に行こう」と春子は声を弾ませたが、当選は叶わなかった。
1965年（昭和40年）1月、小説家の畔柳二美が急逝した。畔柳は北海道出身、芥川賞候補と、馨と共通点が多いことから、春子は大きな衝撃を受けた。
春子にとっては、馨の糖尿病、返済しきれない借金、火の車の家計、さらには自身の入院歴と、不安要素は数多かった。しかし家庭内では鬱な様子は決してなく、むしろよく笑い、子供たちに不安を抱かせることは無かった。子供たちに不安を味わわせまいとの気持ちが強すぎたためか、春子が学校に通う子供たちのために作る弁当は、白米を押しのけるほどの大きな肉が入っていたりと、あまりに豪華すぎて、人前では食べにくいと、子供たちを却って困らせるほどだった。

### 『石狩平野』による馨の再起
同1965年（昭和40年）7月、馨は『北海タイムス』紙上で、構想に約2年をかけた長編小説『石狩平野』の連載を開始した。春子は当初、連載開始までの期間をどう凌ぐか、無理な連載により馨の病状が悪化しないか、連載が順調であっても地方紙の原稿料では借金返済は困難と、依然として不安を抱いていた。
この不安は良い意味で裏切られ、『石狩平野』は河出書房の目に留まり、1967年（昭和42年）、初版5万部の単行本化が決定した。先述の川西政明は、当時まだ同社の新入社員であり、彼が担当者として船山家に赴いてこの件を報告した。馨は興奮し、大量の寿司とビールの注文を春子に命じた。春子はその場に座り込んだまま動けず、ようやく口を開いて出た言葉は「私、立てません」だった。人間が腰を抜かす様子を初めて目にした川西が、慌てて出前を取る始末であった。ようやく立ち上がった春子は「川西さんが春を連れてきてくれた。十七年間の空白が埋まり、苦労が消えました」と、川西を拝んだ。
『石狩平野』の大成功により船山家の生活は一変し、借金の清算にも成功した。後に春子は子供らに「川西さんの来る前と来たあとと、うちの生活が一変しました。あの日を境に金持ちになりました」「私はおとうさんの才能を信じていましたからね」と語った。軽井沢に別荘を構えることもでき、馨は夏はほとんど、その別荘で執筆した。
眞之が結婚後、間もなくその妻が運転免許を取得したが、その3年後に妊娠したため、代りに春子が教習所に通った。書類の生年月日欄には大正と昭和だけで明治が無く、その教習所の最高齢記録であった。なんとか免許を取得したものの、免許を取得後も、塀や木を倒したり、ブレーキペダルを間違えたりするほど運転が下手だったため、春子の運転は別荘周辺だけに限定された。
1970年（昭和45年）から1971年（昭和46年）にかけ、馨は次回作の構想のため、アメリカやヨーロッパなどの取材旅行に出かけた。糖尿病を抱える馨には同行者が必要だったが、同行したのは春子ではなく眞之の妻であった。春子は馨の留守を守り、電話や来客の応対に専念していた。そもそも春子はヒロポンにより肝臓を傷めている上、胃潰瘍と腹膜炎の後遺症で内臓にも不安があり、喘息の持病もあるために長旅は無理であった。
また、常に馨の徹夜に付き合い、食事にも気を遣う春子にとって、馨の留守は自身の休暇でもあった。事実、馨のヨーロッパ旅行中に、春子は約30年ぶりに帰郷して親戚や知人を訪ね、親族の供養も行なっていた。
馨の多忙化と糖尿病の悪化は、秘書としての春子の仕事をさらに増やした。原稿は新聞社へ送る分と手元の控えの2部が必要で、コピー機の普及前の当時、春子は滋生と共に馨の原稿を手書きでノートに書き写していた。馨の視力が悪化し、庭木の影で書斎が暗いと言えば、春子は植木屋の手も借りず、ノコギリを手にして梯子を登って枝を切り落とした。さらに視力が悪化し、市販の原稿用紙が見えにくくなると、春子は白紙に線を引いて升目を作り、さらに馨の書いた原稿の清書を行なった。
食事のコントロールが必要なことも相変らずであった。馨が執筆のために都内のホテルに籠れば、春子は食事を重箱に詰めてホテルまで運んだ。また1人では茶を入れることすらできず、従業員にサービスを頼むことすら遠慮する馨のために、春子は飲み物までポットに入れてホテルへ運んでいた。
馨の『人間復活』連載中、トイレのみが息抜きの時間であった春子は、馨が成功して多忙になると、またも息抜きはトイレだけとなった。毎日、馨の起床より1時間前に起き、トイレに籠ることが日課となった。喘息の発作もトイレの中で凌いでいた。
1979年（昭和54年）、馨は北海道文学賞の選考委員として、北海道での授賞式に列席した。視力が衰えていたため、その候補作をすべて春子が朗読して聞かせ、テープに録音までしていた。渡道には春子が付き添っており、これが馨と春子の最期の旅行となった。
1980年（昭和55年）正月、子供たちが別荘に出かけ、馨と春子は自宅で2人だけで過ごした。2人でテレビの時代劇を見、視力の衰えている馨のために、春子が俳優の動きや場面転換などを説明しつつ楽しんでいた。

### 晩年
同1980年（昭和55年）6月、馨は病状の悪化により、ついに全盲となった。食事や入浴から排泄に至るまで、すべて春子の介護の手を要するようになった。看護師の有資格者だけあって、春子の介護は確かなものであり、インスリン注射までこなした。
同1980年10月、馨が北海道新聞文化賞の社会文化部門賞を受賞。11月の北海道での授賞式には、旅行も叶わない馨に代って春子が来道し、式を終えると、馨の世話のためにすぐさま帰京した。小説家の原田康子によれば、この際の春子は疲労が目立ち、小柄な体がさらに小さく見えたという。翌1981年（昭和56年）、馨が『茜いろの坂』で吉川英治文学賞を受賞した際も、4月10日の授賞式には春子が代理で出席した。
同1981年、馨の病状は予断を許さない状態にまでなっていた。この年の7月末より約2週間、春子は文字通り不眠不休で馨に付き添っていた。自身が嘔吐感に見舞われても、常に馨に付き添い続けた。馨が僅かに呻くだけでも、すぐに馨のもとへ駆けつけた。馨は身長180センチメートル以上の大柄であり、床ずれしないよう頻繁に体位を変え、清拭するのは重労働であった。眞之が春子を案じ、仕事を休んで父に付き添い、母の負担を軽くしようと努めたが、無理であった。馨の声を聞くたびに春子も起き出してきたのである。
死期が迫って気も弱った馨は、春子の手をとり「おまえだけは長生きしてくれよ」と言ったが、春子は「あなたが死んで残務整理が終わったら、私も1時間後にはすぐあとを追いかけますからね」と返した。
8月2日には、春子の疲労は限界に達していたと見え、眞之の妻に対して、馨のことを「私まで連れて逝くつもりかしら」と、最初で最後の愚痴をこぼした。
その2日後の夜、馨は春子に「ありがとう。もう少しだから、待っていてくれ」と告げた。それを聴いた春子は、少しでも休んでほしいとの眞之の妻の懇願もあって床に就き、連日の疲労から、すぐに眠りについた。翌朝、8月5日の7時10分、馨は心不全で死去した。春子の眠っている、僅かの間の最期であった。馨の最期の言葉は、「息を引き取るまでもう少しだから我慢していてくれ」と、春子への労いの意味だったと見られている。
結婚以来ひたすら馨に尽くしてきた春子は、最期を看取ることも自分の義務と考えていただけに、その最期を看取ることのできなかったことは、大きな後悔となった。「私がちょっと油断したばかりに、おとうさんを看取ってあげられなかった」と、自分を責めた。周囲がどんなに慰めても、徒労に終わった。電話で馨の死を知らされた川西政明によれば、春子は電話口でもわかるほど放心していたという。川西や文芸家協会、日頃の付き合いのある関係者団体が通夜の手配をすることで、春子はようやく落ち着きを取り戻した。同8月5日の内に通夜が行われ、関係者たちが弔問に訪れた。
夜21時過ぎには、弔問客はほとんどが去り、馨を父同然に慕う渡辺淳一や河出書房の面々のみが残り、ようやく家に静けさが戻った。眞之は渡辺らと共に「疲れたでしょう。ちょっと休まないと、今度はお母さんがバテちゃうよ」と、母を労った。緊張の解けた春子は、自分に言い聞かせるように「もうしかたないわよね」と呟き、「これからは私もちょっとのんびりさせてもらって。書きたいものもあるし」「お葬式がすんだら、みんなでハワイへ行きましょう。何もかもほっぽり出してハワイへ行くのよ」などと明るく努めた。そして出前の寿司を一つ口にし、それきり倒れた。普段より春子は、深刻な事態になると道化のように振る舞ってその場を盛り上げていたことから、眞之の妻は、この場の皆を労おうとする春子らしい芝居だと思ったが、春子はそのまま動くことは無かった。眞之の妻は、春子の「あなたの最期を看取ったら、わたしもすぐ後を追いかけますからね」の口癖を思い出した。
春子は医師でもある渡辺により、応急処置を施されつつ、一時は蘇生した。そのまま救急車で練馬区内の病院に搬送されたが、その病院にて二度目の発作が起き、22時過ぎに心不全で死去した。満71歳没。奇しくも、苦楽を共にした馨と同じ日の最期であった。

## 没後
翌8月6日、春子の告別式は期せずして、馨と同時に執り行われた。馨と春子の遺影は、あたかも内裏雛のように祭壇に仲睦まじく並べられた。会葬者たちは夫妻が共に死去したことに「最後まで仲のいいご夫婦で……」と感嘆する人、「『夫唱婦随』を最後まで貫き通した」「これは殉死です」と言う人もいた。長男の眞之は「おやじとおふくろがこんなに深く結びついていたなんて……。本当に一度に亡くなるなんていまだに信じられません」「しかたがないことですよ。いまは悲しいというより、死ぬときまで夫婦一緒だなんて、よくやってくれた、正直そんな心境です」「とにかくおやじとおふくろにはまいりました。偶然とはいえ、結びつきが固かったのでしょうか」と語った。
夫妻が同日に、それも同じ心不全で死去したことは、文壇内外に衝撃を及ぼした。週刊誌や婦人誌では「比翼連理の夫婦の死」「愛の完結」と追悼記事で報じられた。先述の木原直彦は「驚きと悲しみのなかで感動的な夫婦愛の終章をみるおもいがした」と語った。同じく先述の津田遙子は、「『一日いえ一時間でもいい。主人より後に逝けますように』と祈っているの」との春子の口癖を思い出していた。
渡辺淳一は馨と同郷であり、新人作家の頃から夫妻に世話になったため、馨と春子が同日に死去したことには大きな衝撃を受け、両親を同時に失ったような寂しさをおぼえた。小説家の八木義徳は、通夜の晩に船山家を発つ際、春子の過労を労い、「（眞之に）『ムリヤリにでも二階に連れていって休ませるように』と言い置いてきたんだが……まさかねぇ……」と、その急逝に驚いていた。
春子の死の経緯については、搬送先が施設の整った大病院であれば、春子の命が長らえたかもしれない、との意見もあった。その場には八木義徳や野口冨士男、さらには医師である渡辺淳一も同席していながら、春子を死なせたことを責めるような声もあった。しかし家族たちの言葉は「おとうさんと同じ日に死ぬなんて、いかにもおかあさんらしい」「おとうさんのことが心配で、ついていったんでしょうね」「ひとりでは何もできないおやじだものな」「ここで呼び戻したら、かわいそうだよ」などのことで一致していた。小説家の原田康子も、同様の意見を以下の通り語っている。
馨が死去した日の夜、春子は大事に保管していた馨の創作ノートなどを川西政明に示し、馨の人と文学についての執筆を依頼していた。川西は軽い気持ちで了承したものの、その1時間後に春子が急逝したことで、結果的に春子の言葉は遺言となった。夫妻の没年と同年の1981年10月5日から10月29日まで、北海道新聞連載『船山馨の人と文学』を経て、翌1982年（昭和57年）8月、川西の著による文集『孤客 船山馨の人と文学』が発行された。同書のデザインは夫妻の長男の船山眞之、装画は次男の滋夫が手掛け、馨の親友である彫刻家の佐藤忠良が序文を寄せた。
春子が生前の1963年（昭和38年）に著した未発表原稿は、没後に遺族の了承のもと、夫妻の一周忌直前である1982年7月30日に、河出書房新社より『空白の日記』の題で刊行され、遺作となった。この作品は小説の体裁をとっているものの、実際には登場人物の名前だけを変えただけのノンフィクションまたはドキュメンタリーとでもいうべき作品であり、ヒロポン中毒に過去を持つ主人公の女性は春子自身として解釈することもできる。渡辺淳一は「本書の刊行によって、ご夫婦は初めて文学の上でも完結したことになるだろう」と、同書の前書きで述べている。

船山家の墓碑。東京都中野区上高田、龍興禅寺。

春子が馨と同日に死去したため、馨の遺品類の整理は長男の眞之に一任された。川西政明らの協力のもと、1984年（昭和59年）に札幌市資料館内に「船山馨文庫」が設置され、その一部は「船山馨記念室」として公開された。
2010年（平成22年）、馨と春子の壮絶な生涯を著したノンフィクション『黄色い虫』が発行された。春子の記していた家計簿兼日記が、同書のベースとなった。著者の由井りょう子によれば、死去時に「比翼連理の夫婦」として美談仕立てで各誌で追悼記事を組まれたような夫妻の姿ではなく、借金やヒロポンに苦しむ春子など、「『昭和という時代にこんな女性がいた』ということを、ありのまま書いてほしい」と、長男・眞之の妻に言われたという。また文庫版のあとがきで、初版刊行時に次男・滋生は、段ボール2箱分に達する春子の資料を自身のブログで紹介し「もし捨てていたら三途の川の向こう岸で母は踵を返して会ってくれないに違いない」と、ユーモア交じりに紹介していた。作家の鳥越碧は書評で「夫の逝った夜に『寄り添うように』亡くなった春子ほど、幸せな妻はいないだろう」と語った。文庫解説を担当した評論家の川本三郎は、タヴィアーニ兄弟によるイタリア映画『太陽は夜も輝く』（1990年制作）で、仲睦まじく実直な夫妻が唯一の望みを「同じ日に死ぬこと」と語った後、実際に農作業中に共に倒れたことを引き合いに出し「船山馨と春子の死は、この映画を思い出させてくれる。厳粛然とする」と述べた。

## 人物
春子自身は英語の教員を務めた経験があると語っており、女優の花井蘭子にも英語を教えたと周囲に自慢していた。しかし紅茶のブルックボンドを「ブラックドボン」、ベティ・デイヴィスの名を「ベティ・デベソ」、挙句にはマージンを「バージン」と言い間違えていたことから、この経験談を疑問視する声も多い。
編集者として優秀な腕を振るっていたことで、川端康成、徳田秋声、寒川光太郎、林芙美子といった文人や、高峰秀子、田中絹代、小津安二郎といった芸能関係者らとも交流があった。特に花井蘭子とは親しい交流があり、日記には頻繁に花井の名が登場し、花井の葬儀には馨と共に火葬まで立ち合った。
先述通り小説家としては1941年に断筆し、1964年（昭和39年）の未発表作品『空白の日記』を除いて自ら小説を書くことはなかったが、その2年後の1966年（昭和41年）の日記には、自ら書きたいと葛藤する思いがあったことが読み取れる。
こうした思いの募りからか、1981年（昭和56年）には読売新聞の「女性ヒューマン・ドキュメンタリー大賞」の募集記事を切り抜いており、同年の馨の死後、周囲に「これから、私、書くからね」と宣言した。これは「原稿用紙100枚にあなたの『愛』を凝縮してほしい」との応募であり、春子は馨との出逢いから、死に瀕する馨の介護の日々を書こうとしていたとも見られている。もっとも受付期間は9月一杯であり、それを待たずしてその宣言の数時間後に春子もまた死去したため、これが執筆されることは無かった。
馨同様、春子は政治的にはどの党派にも属していなかったが、地域密着型の活動を行なう政治家には進んで協力した。元東京都知事の美濃部亮吉が、諸事情で3期目の知事立候補を辞退しようと考えた際には、美濃部革新都政を支持していた春子は都庁の前に天幕を張り、2月の寒空の下で何日も座り込みを決行した。この激励もあって、美濃部は3期目の出馬を決意したという。この恩義もあり、美濃部は都知事当選後も多忙を縫って、春子の夫である馨の『石狩平野』や『茜いろの坂』を愛読するに至っている。また新宿区議会議員の川村一之が1970年代に原水爆禁止日本国民会議参加のために船山家にカンパに訪れると、春子は2つ返事で了承した。他にも新宿区内で様々な問題が発生し、署名を要したときも、川村は真っ先に春子に意見を聞きに行き、春子はその都度、川村を支援していた。
極貧を強いられた少女時代は、春子にとっては忘れたいところであり、当時のことを子供たちに語ることも少なかった。子供たちを連れて帰省することもなく、春子の存命中、子供たちは春子の生家や郷里を見ることはなかった。しかし郷里自体のことは大切にしており、書生や使用人は熊本の縁を頼っていた。
一方でかつてのヒロポン体験のことは、恥じることも無く、進んで人に話した。自分がガラス切りで切った鏡は、自戒の意味もあってか、家を改装した後、記念品として風呂場に取りつけていた。渡辺淳一が1965年（昭和40年）に新潮同人雑誌賞を受賞した頃、医師でもあり薬物の恐怖を熟知する彼に、春子は以下のように語っていた。
この春子の言葉に対し、渡辺は次のように語っている。
馨が晩年に北海道新聞に『茜いろの坂』を連載した際の担当者・高畠二郎も、春子から中毒時の体験談を直接聞かされていた。しかし高畠は、いくら夫妻であっても、まったく同じ幻覚を目にしたとは信じられないと語っている。高畠は春子が馨のすべてを受け入れ、幻覚まで馨と同じものを見ようとしている、言わば話を合せていたと考えており「それほど春子さんは馨さんを愛していましたから」と語っている。
またヒロポン中毒より脱してからの低迷期には、常識的に考えれば収入が少ない分、普段の支出を抑え、借金の清算に回しそうなものだが、当時の春子はデパートで買物、タクシー移動、コーヒー、映画、温泉旅行など、出費を惜しむ様子は見られない。細かに家計簿を記入していることから、計画性が無いというわけでもない。これについて春子は、平然と「おとうさんの才能を信じていましたからね」と答えていた。春子は、馨が色々と考えて苦悩せず執筆に専念するよう配慮しており、且つ、いつか馨が成功して借金を清算できることを信じていたのである。春子の没後に長男の眞之は「むしろ母は、おやじが生活のためには文学以外の仕事などをせず、作品一途に打ち込んでいるのを喜んでいたようですよ」と語っている。
執筆業においては馨がすべてであり、馨以外は目に入らない春子であったが、普段は誰に対しても愛情を持って接した。そのためにこの低迷期の船山家は、周囲の善意に助けられていた。酒屋へ注文に行けば、売掛金が貯まっているにも拘らず、酒屋は毎度のように品物を持たせてくれた。牛乳屋には2年間、支払が完全に滞ったにも拘らず、毎朝3本の牛乳が配達されていた。また、税務署員が差し押さえにきたときも、春子は「お茶でも一杯」と言ってもてなし、署員は戸惑いつつも家具を差し押さえつつ、茶を飲んで帰った。この署員は通夜に出席し、「差し押さえに行って、お茶をごちそうになったのは、あとにも先にもあのときだけです。その節はお世話になりました」と礼を述べた。
『石狩平野』での成功後の多忙な馨に対する春子の献身ぶりについて、『落合新聞』の発行者である竹田助雄は、地元の自然・文化保存運動の協力のために船山家に出入りしていたときの様子を、自著において、以下のように語っている。
渡辺淳一は馨と春子の関係を、以下のように語った。

## 家族
長男の船山眞之は、少年時代は父を知る編集者の縁か、『主婦の友』などで子役モデルを務め、当時の天才子役といわれた鰐淵晴子と共に写真に収められたこともあった。東京芸術大学日本画科を経て、出版社に勤務し、主に美術書の編集を手掛けた後、1999年（平成11年）に肝癌で死去した。
次男の船山滋生は、馨の原稿を挿絵担当である先述の佐藤忠良に届ける内に、佐藤の作品に魅せられ、彼に師事して彫刻家となった。結婚後は広い作業場を要し、軽井沢に転居した。画家としても才能を発揮し、朝日新聞の『声』欄のカットを約10年描き続けた。2007年（平成19年）に末期の肺癌により余命半年の告知を受けたものの、その後も快活に仕事を続け、2011年（平成23年）5月28日、長野県東御市の自宅にて死去した。

## 評価
小説家としての腕については、『創作』誌上で発表した『生活の錘』は、発表前から仲間内でも評判が良かった。本作中の一節「──目に触るるもの……美しい自然の中に、表現尽せない美しい文字がある。──目に触れざるもの……悩み果てなき心の中に、表現尽せない美しい文学がある」について、担当者だった川西政明は、春子の表現の骨頂があり、苦衷もある一説と評している。作家水上勉は「春子さんも描き続けていたら、馨と並ぶ作家になっていたろう」と、その才能を惜しんで語ったことがある。
一方では編集業の傍らで小説を執筆し続ける春子のことを「相当、天狗になっていた」との批判もある。馨は結婚前、初めて春子に会った際に、彼女の小説を「こんな物は小説ではない」と、面と向かって辛辣な言葉を投げていた。この馨の言葉が、春子に小説家の道を断念させる一因になったと見る向きもある。
独身時代の春子の編集者としての手腕は優秀で、編集に加えて記者、写真、印刷用紙の調達など、出版にまつわるあらゆる仕事をこなした。断筆後の手腕はさらに優れており、年上の寒川光太郎に対しても、作品に納得しなければ突き返して修正を命じる、怖い編集者であったと、当時の文学仲間の間で語り継がれている。椎名麟三もまた、春子によって才能を見出され、春子のもとで文学修行をしたという。
結婚後の春子は馨の妻であると同時に、優秀な秘書でもあった。先述の高畠二郎は以下の通り語っている。
馨が『石狩平野』の成功後は春子もまた秘書として多忙となり、連載の期間や執筆枚数、原稿料の決定なども行なった。相手に対して金銭的な条件まで詰めて許諾を判断するのは、時間も労力も必要だった。この春子の交渉は巧妙であり、事務的でも無ければ切り口上でもない、一見すると雑談のようで、それでいて一歩も引かない粘り強さは、見事な手腕と言われていた。『茜いろの坂』連載決定時も、春子は原稿料の話し合いで希望の金額を明確に伝え、決して妥協することはなかった。
馨は春子を「あっちゃん」と呼んでおり、生前のあるときに「あっちゃんがいなかったら、ぼくは小説家としてここまで書いてこられなかった」と吐露していた。
春子の遺作『空白の日記』は、先述の通りノンフィクションまたはドキュメンタリーとも解釈できる作品であり、この中では春子を「稲子」、馨をその夫「新吉」の名として、馨の春子への心情が以下の通り述べられている。

## 年譜
- 1910年（明治43年）0歳
  - 6月25日 - 熊本県玉名郡江田町の商家に誕生[1]。
- 1923年（大正12年）13歳
  - 熊本県立玉名高等女学校に入学。2年で中退[3]。
- 時期不明
  - 台湾に渡り、正看護師の資格、教員の資格を得る[3]。
- 1930年（昭和5年）20歳
  - 医大志望の青年と結婚、共に上京。後に帰郷し、離縁[3]。
- 時期不明
  - 上京し、神田猿楽町に家を借りる[2]。
- 1935年（昭和10年）頃 25歳頃
  - 新宿区の出版社である豊国社の編集者となる[2]。姉が夫と死別、姉とその3人の子供と同居[2]。
- 1939年（昭和14年）29歳
  - 7月 -『創作』（後に『新創作』に改題）を発行[1]。創刊号で、小説『生活の錘』を発表[1]。
  - 10月 - 『創作』が3号より豊国社に受け継がれ、春子が編集兼発行人となる[5]。
- 1940年（昭和15年）30歳
  - 3月 - 馨が『創作』の同人となり、春子と知り合う[21]。
- 1941年（昭和16年）31歳
  - 作品『乱れ』を最後に断筆し、編集業に専念する[2]。
- 1944年（昭和19年）34歳
  - 4月 - 『新創作』が通巻38号をもって終巻[21]。
  - 12月18日、馨と結婚。杉並区堀之内の船山家で結婚生活に入る[21]。
- 1945年（昭和20年）35歳
  - 4月24日 - 太平洋戦争の戦火を避け、新潟県に疎開[22]。
  - 9月 - 馨、椎名麟三らによる孔版印刷屋「創美社」の創設[21]。
  - 新宿区落合の高田俊郎宅へ寄寓[21]。
- 1946年（昭和21年）36歳
  - 中野区昭和通に転居[21]。
  - 春 - 「創美社」が廃業[24]。
  - 12月24日  -長女が誕生[21]。
- 1947年（昭和22年）37歳
  - 1月4日 - 長女が死去。ヒロポンの使用を始める[21]。
- 1948年（昭和23年）38歳
  - 7月12日 - 馨が朝日新聞に『人間復活』を連載開始[23]。馨のヒロポン乱用に伴い、春子もまたヒロポンを乱用する[8]。
  - 10月 - 新宿区下落合に転居[21]。
- 1950年（昭和25年）40歳
  - 1月 - ヒロポン中毒による幻覚が始まる[30]。
- 1951年（昭和26年）41歳
  - 4月1日 - ヒロポンを断つ[31]。
- 1952年（昭和27年）42歳
  - 1月19日 - 三男が死去[9]。
- 1955年（昭和28年）45歳
  - 馨がヒロポン中毒から回復。窮乏生活が始まる[40]。
- 1963年（昭和38年）53歳
  - 孔性胃潰瘍と腹膜炎の併発で倒れる[48]。
- 1967年（昭和42年）57歳
  - 馨の『石狩平野』の成功により、窮乏生活から脱出する[55]。
- 1971年（昭和46年）61歳
  - 6月〜7月 - 馨がヨーロッパへ取材旅行中に、30年ぶりに熊本に帰郷[47]。
- 1979年（昭和54年）69歳
  - 北海道文学賞の授賞式に選考委員として列席する馨に付き添い、渡道。夫妻で最後の旅行となる[57]。
- 1980年（昭和55年）70歳
  - 11月 - 馨の北海道新聞文化賞社会文化部門賞の授賞式に、代理で出席[58]。
  - 4月10日 - 第15回吉川英治文学賞の授賞式に、馨の代理で出席[59]。
- 1981年（昭和56年）71歳
  - 8月5日 - 馨が死去した同日の夜、心不全により死去[21]。

## 著作
- 『空白の日記』河出書房新社、1982年7月30日（原著1963年）。 NCID BA35971509。